# Варро, Маргит
Маргит Варро (венг. Varró Margit; 22 октября 1881, Барч — 15 мая 1978, Чикаго) — венгерско-американский музыкальный педагог.
Окончила Будапештскую академию музыки как пианистка (1897), однако почти сразу отказалась от исполнительской карьеры, сосредоточившись на педагогической деятельности. Преподавала преимущественно частным образом (лишь в 1918—1920 гг. в Будапештской академии музыки). Уже в 1921 г. опубликовала методический труд «Обучение фортепиано и музыкальное образование» (венг. Zongoratanítás és zenei nevelés), а затем переработанную версию «Живое обучение фортепиано» (нем. Der lebendige Klavierunterricht; 1929, переиздания 1931, 1958).
В 1938 году эмигрировала в США. Преподавала в чикагском Университете Рузвельта. Автор ряда статей о творчестве Ференца Листа, Белы Бартока, Лео Вайнера (с двумя последними состояла в переписке). Редактировала издание фортепианных сонат Йозефа Гайдна.